# Хіґасі-Мацусіма

38°25′35″ пн. ш. 141°12′38″ сх. д. / 38.42639° пн. ш. 141.21056° сх. д.
Хіґа́сі-Мацусі́ма (яп. 東松島市, ひがしまつしまし, МФА: [çigaɕi mat͡su̥ɕima ɕi̥]) — місто в Японії, в префектурі Міяґі.

## Короткі відомості
Розташоване в центральній частині префектури, на берегах затоки Сендай. В південній частині міста лежить острів Міято, складова пам'ятки природи Мацусіма, одного з трьох найкрасивіших краєвидів Японії. 2005 року місто поглинуло сусідні містечка Ямото та Нарусе. Станом на 1 жовтня 2008 площа міста становила 101,86 км². Станом на 1 січня 2009 населення міста становило 43 081 осіб.